# Chanel 2.55

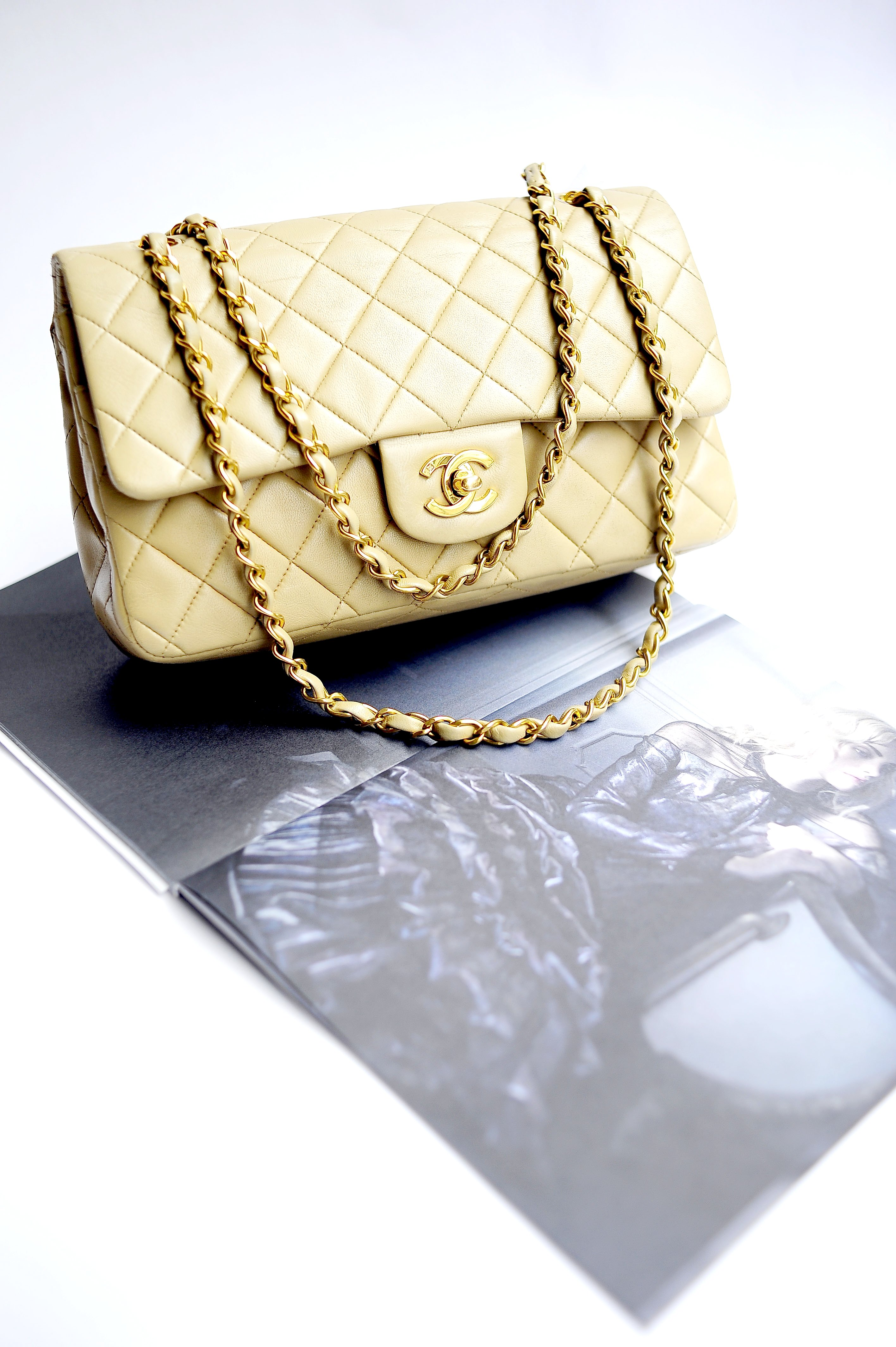
El Chanel 2.55, rediseñado por Karl Lagerfeld.

El Chanel 2.55 es un bolso producido por la casa de moda Chanel desde 1955 y, con ligeras modificaciones, hasta la actualidad. El bolso recibió su nombre de su fecha de lanzamiento en febrero de 1955. Junto con los bolsos Birkin y Kelly de Hermès, el 2.55 es uno de los iconos de la alta moda entre los bolsos (descritos como "caramelos" para el brazo, o "trozos de azúcar" para el brazo ).

## Historia
Se cuenta que Coco Chanel pensó en bolsos de colgar al hombro prácticos con tirantes ya a finales de la década de 1920. Sin embargo, el 2.55 no salió al mercado hasta febrero de 1955, después de que Coco Chanel reanudara su trabajo como diseñadora de moda después de la guerra en 1954. El bolso lleva el nombre de esta fecha de lanzamiento.
Hasta entonces, los bolsos de mujer elegantes solían estar equipados con un asa corta y se llevaban en la mano o colgando del codo. Los bolsos con asas largas, por otro lado, se usaban para propósitos más vulgares y eran empleados principalmente por hombres, especialmente soldados. El bolso femenino con tirantes o asas largas hizo que la mujer moderna que llevaba bolso tuviera las manos libres y no corriera el riesgo de perder el bolso, ya que no tenía que dejarlo y recogerlo todo el tiempo. Cuando se relanzó el modelo de 1929 como el 2.55 en 1955, se consideró una sensación. Si bien este diseño original tenía como objetivo la funcionalidad, el Chanel 2.55 se acabó convirtiendo en el epítome de artículo de lujo que no se compra por su diseño práctico, sino que se supone que decora al usuario como accesorio costoso. Han crecido numerosas leyendas sobre lo que podría haber utilizado Coco Chanel como inspiración para su diseño. Por ejemplo, los colores y materiales están asociados con el crecimiento de Chanel en un orfanato infantil dirigido por monjas: los colores recordarían el hábito de las monjas o el uniforme escolar de Chanel, la cadena a la correa de cadena en la que las monjas portaban los manojos de llaves. Se dice que el jubón de los jockeys sirvió como modelo para el patrón de diamantes acolchados, al igual que la correa del hombro se remontaría al hecho de que Chanel colgaba sus binoculares en una correa similar cuando acudía a las carreras de caballos.
El bolso fue rediseñado por Karl Lagerfeld en la década de 1980. Desde entonces, ha habido dos versiones ("Classic Flap Pocket" es el nuevo desarrollo de Lagerfeld y "Re-Issue" es la forma original lanzada en 2005 para el 50 aniversario). Cada año aparecen alrededor de 30 nuevos modelos en diferentes tamaños, formas, colores y materiales, y los precios de venta no bajan de los 3000 euros. Hay modelos realizados en todo tipo de pieles, pero también en denim, tweed, felpa, decorados con todas las decoraciones imaginables. El 2.55 más caro y lujoso se fabricó en 2008, hecho de piel de cocodrilo blanca con un broche de oro blanco engastado con diamantes. Solo se produjeron 13 originales de este modelo.

## Diseño
Los elementos característicos del Chanel 2.55 son la forma rectangular, el exterior acolchado con la solapa doble y un pequeño bolsillo con un borde superior en forma de media luna (llamado "sonrisa de Mona Lisa"  ), que se encuentra en la parte posterior. En términos de construcción, la solapa doble se crea mediante un "bolsillo en un bolsillo". Un compartimento "secreto" con cremallera se adjunta en el interior de la solapa exterior, el logotipo de Chanel de las iniciales entrelazadas está bordado en la solapa interior, y también hay tres bolsillos de fuelle dentro del bolso y un compartimento tubo para el pintalabios. El material exterior del bolso está acolchado en forma de diamantes. El bolso cuelga de dos cadenas metálicas entretejidas con correas de cuero, que están unidas al bolso por cuatro ojales en la parte superior.
El patrón de rombos con costuras acolchadas, así como el uso de cadenas de metal como correas y asas se han convertido ahora en características típicas independientes de las colecciones propias de bolsos de Chanel, que se han utilizado una y otra vez en una amplia variedad de modelos desde la introducción del 2.55 hasta hoy.
El diseño original inicialmente solo estaba disponible en cuero marrón y negro, combinado con un forro rojo vino. Se utilizó como cierre la llamada cerradura “Mademoiselle”, una cerradura de bolsillo con un pestillo giratorio que evita que se abra la solapa.
El nuevo desarrollo de Karl Lagerfeld de la década de 1980 se puede reconocer a primera vista debido al uso de una cerradura diferente. En lugar del candado “Mademoiselle”, Lagerfeld usa un candado que porta las iniciales entrelazadas de Coco Chanel, el logotipo de la firma. Lagerfeld varió el modelo original en numerosos colores, tamaños y materiales. Incluso si prescinde de algunos de los elementos típicos del diseño original, los bolsos siguen teniendo un alto valor de reconocimiento.

## Fabricación
El 2.55 todavía se fabrica parcialmente a mano. Los fabricantes de bolsos de Chanel solo pueden fabricar el modelo después de al menos cinco años de experiencia profesional. Las numerosas falsificaciones de las bolsos Chanel 2.55 son particularmente notables debido a la mala mano de obra. Un bolso de Chanel real tiene una disposición simétrica de las costuras y las costuras del bolsillo en forma de media luna adjunto en la parte posterior se fusionan con las líneas del cuerpo del bolso sin interrupción. El forro de piel se asienta suavemente y sin arrugas en la funda.

## Valor
El Chanel 2.55 tiene un precio variable pero que nunca baja de 3000 euros, las decoraciones elaboradas y los materiales lujosos suelen llevar a un precio mucho más alto. Los ejemplares más antiguos, si están en buenas condiciones, también alcanzan precios de reventa que son muchas veces superiores al precio original.

## Recepción
Además de las numerosas referencias al diseño del 2.55 en las colecciones de bolsos de Chanel, también hay otros diseñadores modernos que retoman elementos del estilo del 2.55 en sus diseños, como Marc Jacobs, que también equipó su Stam Bag con costuras en forma de diamante y una cadena de metal como correa para el hombro. La referencia llega incluso tan lejos que poco después de la primera aparición del Stam Bag, Jacobs sacó al mercado un Classic Stam Bag, una reinterpretación del Stam Bag original, que ahora se ofrece en una nueva versión cada temporada. Al igual que con el Chanel 2.55, el modelo llamado Classic no es en realidad el modelo original, si no un diseño versátil.